# Convento de Santa Clara (Portugalete)

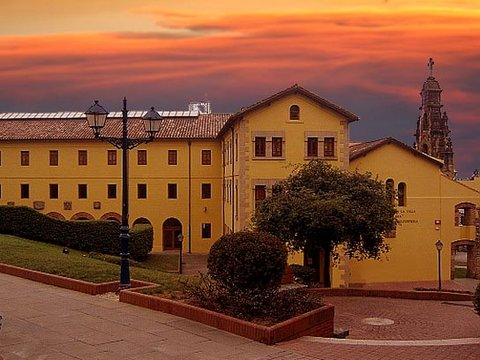
Convento de Santa Clara

El convento de Santa Clara es un edificio situado en Portugalete, en la provincia de Vizcaya, en el País Vasco, España.
Construido en 1614 para alojar a un grupo de monjas procedentes de Orduña unidas a un grupo de beatas portugalujas, el edificio albergó a una comunidad de monjas clarisas de clausura hasta finales del siglo XX. 
El edificio, de estilo barroco desornamentado, sufrió durante el siglo XIX las consecuencias de su uso como cuartel durante las guerras carlistas, siendo quemada y por la aprobación de la desamortización de Mendizabal. A finales del siglo XIX, el convento fue reformado por el arquitecto Francisco Berriozabal al gusto historicista.
El acceso principal está enmarcado por un arco triunfal con pilastras y rematado por una hornacina con la imagen de Santa Clara.
Adquirido por el Ayuntamiento en 1987, el edificio fue rehabilitado y adaptado para uso como centro cultural y los terrenos del antiguo cenobio se transformaron en un parque y anfiteatro.
- Datos: Q8350467
- Multimedia: Convent of Santa Clara, Portugalete / Q8350467